# 瑞兹
瑞兹（法語：Juzes，法語發音：[ʒyz]）是法国上加龙省的一个市镇，属于图卢兹区。

## 地理
瑞兹（43°26'57"N, 1°47'25"E）面积3.75 平方千米，位于法国奧克西塔尼大區上加龙省，该省份为法国西南部内陆省份，西南端与西班牙接壤，自此顺时针与上比利牛斯省、热尔省、塔恩-加龙省、塔恩省、奥德省和阿列日省接壤。
与瑞兹接壤的市镇（或旧市镇、城区）包括：博维尔、洛拉盖地区贝莱斯塔、吕镇、上穆尔维尔、沃村。

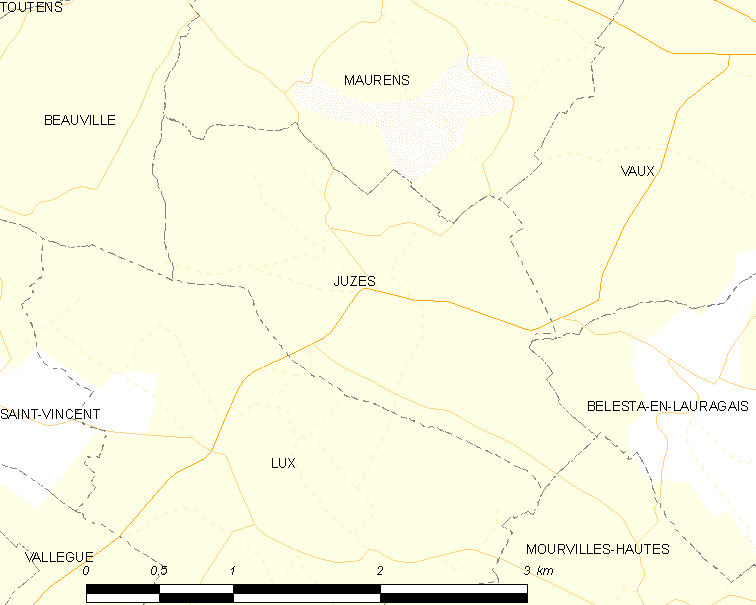
瑞兹的OSM定位图

瑞兹的时区为UTC+01:00、UTC+02:00（夏令时）。

## 行政
瑞兹的邮政编码为31540，INSEE市镇编码为31243。

## 政治
瑞兹所属的省级选区为勒韦勒县。

## 人口

1962-2008年间瑞兹人口变化图示

瑞兹于2022年1月1日时的人口数量为67人。